# 屯城镇
屯城镇，是中华人民共和国海南省屯昌县下辖的一个乡镇级行政单位。 区域面积184.8平方千米。

## 行政区划
屯城镇下辖以下地区：
文安社区、新建社区、东风社区、海中社区、新南社区、文中社区、文新社区、城北社区、屯昌村、屯新村、岳寨村、良史村、光明村、水口村、文旦村、加宝村、大东村、大长坡村、大石村、平坡村、三发村、新昌村、大同村、大洞村、大陆坡村、龙水村、海军村和海新村。